# HD 46569
HD 46569，又名CD-51 1946，SAO 234551、HR 2400，是一颗恒星，视星等为5.6，位于銀經260.56，銀緯-24，其B1900.0坐标为赤經6h 28m 58.1s，赤緯-51° -24′ 21″。